# Гізела (Аризона)
Гізела (англ. Gisela) — переписна місцевість (CDP) в США, в окрузі Гіла штату Аризона. Населення — 536 осіб (2020).

## Географія
Гізела розташована за координатами 34°6′7″ пн. ш. 111°17′17″ зх. д. / 34.10194° пн. ш. 111.28806° зх. д. (34.101842, -111.288074).  За даними Бюро перепису населення США в 2010 році переписна місцевість мала площу 7,46 км², з яких 7,41 км² — суходіл та 0,05 км² — водойми.

## Демографія
Згідно з переписом 2010 року, у переписній місцевості мешкало 570 осіб у 243 домогосподарствах у складі 150 родин. Густота населення становила 76 осіб/км².  Було 331 помешкання (44/км²).
Расовий склад населення:
| - 94,7 % — білих - 2,3 % — корінних американців - 0,4 % — чорних або афроамериканців - 2,1 % — осіб інших рас |

До двох чи більше рас належало 0,5 %. Частка іспаномовних становила 4,4 % від усіх жителів.
За віковим діапазоном населення розподілялося таким чином: 21,2 % — особи молодші 18 років, 58,4 % — особи у віці 18—64 років, 20,4 % — особи у віці 65 років та старші. Медіана віку мешканця становила 46,4 року. На 100 осіб жіночої статі у переписній місцевості припадало 102,1 чоловіків;  на 100 жінок у віці від 18 років та старших — 105,0 чоловіків також старших 18 років.
Середній дохід на одне домашнє господарство  становив 37 703 долари США (медіана — 35 444), а середній дохід на одну сім'ю — 40 945 доларів (медіана — 35 114). Медіана доходів становила 70 987 доларів для чоловіків та 40 563 долари для жінок. За межею бідності перебувало 49,4 % осіб, у тому числі 86,0 % дітей у віці до 18 років та 3,3 % осіб у віці 65 років та старших.
Цивільне працевлаштоване населення становило 148 осіб. Основні галузі зайнятості: будівництво — 28,4 %, роздрібна торгівля — 24,3 %, освіта, охорона здоров'я та соціальна допомога — 15,5 %, мистецтво, розваги та відпочинок — 8,8 %.